# Georg Fuchs (Biologe)
Georg Konstantin Fuchs (* 29. November 1945 in Ellwangen) ist ein deutscher Mikrobiologe und Hochschullehrer.

## Wissenschaftliche Laufbahn
Fuchs studierte Biologie an der Universität Freiburg, wo er 1973 die Diplomprüfung ablegte. 1975 wurde er bei  Rudolf Thauer an der Ruhr-Universität Bochum mit einer Arbeit über die enzymatische Oxidation von Kohlenmonoxid promoviert.
Nach einem Forschungsaufenthalt in Madison/USA war er von 1976 bis 1982 wissenschaftlicher Mitarbeiter von Rudolf Thauer am Laboratorium für Mikrobiologie an der Philipps-Universität Marburg, wo er sich 1980 über die biologische Fixierung von Kohlenstoff habilitierte.
1982 erhielt Fuchs einen Ruf als Ordinarius an der Universität Ulm, wo er auch Leiter der neu eingerichteten Abteilung Angewandte Mikrobiologie war. 1994 wurde er als Nachfolger von Gerhart Drews als Ordinarius auf den Lehrstuhl für Mikrobiologie am Biologischen Institut II der Universität Freiburg berufen. 2011 wurde er emeritiert.

## Hauptforschungsgebiete
Hauptforschungsgebiete von Fuchs sind zentrale Stoffwechselwege und Enzyme in Bakterien, wobei mehrere Themen im Vordergrund seines wissenschaftlichen Interesses stehen:
- die biologische CO2-Fixierung, bei der Fuchs neue Möglichkeiten darüber aufzeigen konnte, wie Bakterien Kohlendioxid assimilieren
- Stoffwechselwege, auf denen die zentrale Stoffwechselverbindung Essigsäure oxidiert und in Zellbausteine eingebaut wird
- der Stoffwechsel von stabilen aromatischen Verbindungen, Kohlenwasserstoffen und Steroiden, insbesondere unter Ausschluss von Sauerstoff.

## Publikationen (Auswahl)
- mit Rolf Schauder, Bernhard Eikmanns, Rudolf K. Thauer und Fritz Widdel: Acetate oxidation to CO2 in anaerobic bacteria via a novel pathway not involving reactions of the citric acid cycle. In: Archives of Microbiology. Bd. 145, 1986, ISSN 0302-8933, S. 162–172, doi:10.1007/BF00446775.
- mit M. Boll: Benzoyl-coenzyme A reductase (dearomatizing), a key enzyme of anaerobic aromatic metabolism. ATP dependence of the reaction, purification and some properties of the enzyme from Thauera aromatica strain K172. In: European Journal of Biochemistry. Bd. 234, 1995, ISSN 0014-2956, S. 921–933, doi:10.1111/j.1432-1033.1995.921_a.x.
- mit Ivan A. Berg, Daniel Kockelkorn und Wolfgang Buckel: A 3-hydroxypropionate/4-hydroxybutyrate autotrophic carbon dioxide assimilation pathway in Archaea. In: Science. Bd. 318, Nr. 5857, 2007, S. 1782–1786, doi:10.1126/science.1149976.

### Lehrbücher
- Peter Karlson, Detlef Doenecke, Jan Koolman, Georg Fuchs, Wolfgang Gerok: Karlsons Biochemie und Pathobiochemie. 15. Auflage. Georg Thieme Verlag, Stuttgart 2005, ISBN 3-13-357815-4.
- Georg Fuchs (Hrsg.): Allgemeine Mikrobiologie. 9. Auflage. Georg Thieme Verlag, Stuttgart 2014, ISBN 978-3-13-444609-8

## Ehrungen und Mitgliedschaften
- 1980 Förderpreis der Deutschen Gesellschaft für Hygiene und Mikrobiologie
- 1982 Heisenberg-Stipendium
- 1989 Merckle-Forschungspreis der Uni Ulm
- 1996 Hauptpreis der Deutschen Gesellschaft für Hygiene und Mikrobiologie
- 1997 Leibniz-Preis der Deutschen Forschungsgemeinschaft
- 2007 Mitglied der Leopoldina[1]